# Fényeslitke
Fényeslitke est un village et une commune du comitat de Szabolcs-Szatmár-Bereg en Hongrie.